# Vinte Mil Léguas Submarinas
Vinte Mil Léguas Submarinas (no original, em francês: Vingt mille lieues sous les mers) é uma das obras literárias mais famosas do escritor Júlio Verne. Originalmente publicada em forma de uma série no periódico Magasin d'Éducation et de Récréation, de março de 1869 a junho de 1870, teve uma edição ilustrada publicada em novembro de 1871, com 111 ilustrações por Alphonse de Neuville e Édouard Riou.

## Enredo
Como a grande maioria das obras de Júlio Verne, esta é muito baseada nos conhecimentos da época (meados do século XIX), em conjunto, claro, com a rica e vasta imaginação do autor.
Em Vinte Mil Léguas Submarinas, Verne concebe um submarino, o Náutilus, completamente autônomo do meio terrestre e movido somente à electricidade. O engenheiro e dono de tal feito é o capitão Nemo que, com sua tripulação, cortou qualquer relação com as nações e com a humanidade. Vivem somente do que o mar lhes dá. A alimentação completa, a matéria prima que necessitam para a produção de electricidade e das vestimentas e até os escafandros vêm do mar.
Mas a humanidade, não conhecendo a existência desta obra prima de engenharia que o capitão Nemo criou em segredo, assume, por meio do pensamento das melhores mentes da época — como a do professor Aronnax — quando esse começa a provocar desastres em navios e embarcações em todos os oceanos, que ele se trata de um narval, um cetáceo gigante. Em face aos prejuízos causados pela criatura, é decretada sua caça.
O Professor Aronnax, naturalista francês, Conseil, seu criado, e Ned Land, arpoador baleeiro exímio de nacionalidade canadense, partem no navio Abraham Lincoln da marinha norte-americana, juntamente com toda a sua tripulação, com o intuito de caçar e livrar os mares de tal aberração.
No contacto com o monstro, o Abraham Lincoln é danificado até ao ponto de não poder prosseguir viagem. Aronnax, Conseil e Ned Land são atirados ao mar onde são recolhidos pelo submarino, e assim feitos prisioneiros, mas com a liberdade de poderem andar à vontade neste navio que navega abaixo do nível do mar.
Durante vários meses, o Náutilus percorreu dezenas de milhares de quilômetros sob as águas, passando por variadíssimos lugares e peripécias. O título do livro se refere a essa distância, usando a unidade arcaica légua.

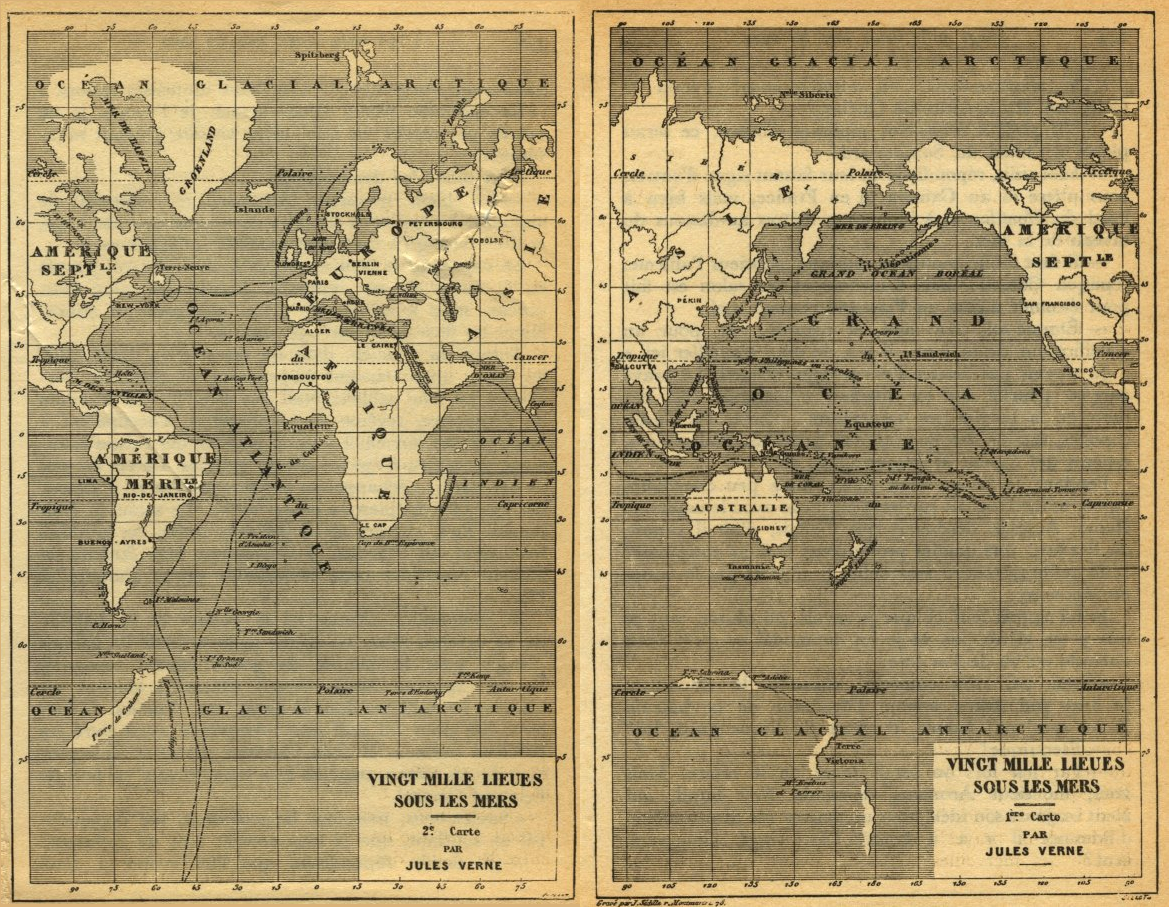
A rota do Nautilus

## Adaptações para o cinema
- 20000 Leagues Under the Sea (1905) — filme de 18 min. — EUA
- 20000 Lieues sous Les Mers (1907) — produzido pelo diretor francês Georges Méliès.
- 20000 Leagues Under the Sea (1916) — produzido pelo diretor britânico Stuart Paton.
- 20000 Leagues Under the Sea (1917) — animação curta-metragem — EUA.
- 20000 Leagues Under the Sea (1917) — curta-metragem — EUA.
- 20000 Leagues Under the Sea (1954) — produzido pelos estúdios Walt Disney.
- 20000 Leagues Under the Sea (1972) — produzido por Rankin-Bass.
- 20000 Leagues Under the Sea (1973) — animação de 60 min. — EUA.
- 20000 Leagues Under the Sea (1985) — animação de 50 min. — Austrália.
- 20000 Leagues Under the Sea (1997) — filme feito para TV — EUA/Austrália.
- 20000 Leagues Under the Sea (1997) — filme feito para TV — EUA.
- 20000 Leagues Under the Sea (2002) — animação de 70 min. — EUA.
- O Abismo Negro (1979) — filme de Gary Nelson, dos Estúdios Disney, com uma versão futurística do Capitão Nemo (Dr. Hains Reinhardt).